# 馬古拉-利姆尼揚西卡山
49°18′2″N 22°47′7.1″E / 49.30056°N 22.785306°E
馬古拉-利姆尼揚西卡山是烏克蘭的山峰，位於該國西部利沃夫州，屬於烏克蘭喀爾巴阡山脈中上德涅斯特貝斯基德山脈的一部分，海拔高度1,022米。